# Вкус (эстетика)
Вкус — эстетическая категория, один из предметов изучения эстетики как философской дисциплины. Согласно определению Канта, вкус есть «способность судить о прекрасном» (das Vermögen der Beurteilung des Schönen sei); он, по выражению российского философа В. Бычкова, «органически присущ человеческой природе, как единственно позволяющий актуализовать гармонию человека с Универсумом». Вкус определяется избирательностью, приверженностью какому-то направлению. Эстетический вкус означает наличие предпочтений и собственного мнения о конкретных объектах. Всеядность и неразборчивость означает отсутствие вкуса, причиной которого является недостаточность интереса к данному виду творчества (отсутствие художественного вкуса порождено недостатком интереса к изобразительному искусству, отсутствие вкуса в поэзии порождено недостатком интереса к поэзии и так далее).

## Субъективность вкуса как чувства
Концепция вкуса с самого начала философски соотносится с концепцией чувства удовольствия: эти две концепции фактически рассматриваются как связанные с субъективностью, рассматриваемой в её аспекте склонностей, страстей и симпатий как автономные по отношению к чистой рациональности.
Характеристика субъективности в определении вкуса в основном принадлежит французским моралистам, теории которых были частично модифицированы Юмом, который считал чрезмерным сводить все к предмету, когда здравый смысл учит не только оценке, но и созданию самого художественного произведения.

### Вкус — это проявление рациональности и интуиции.
Ещё одним ограничением субъективистской теории вкуса является мысль Эдмунда Берка, который заметил, что «причина неправильного вкуса — дефект в суждении», тем самым возвращая понятие вкуса к рациональности, а не к сантиментам.
Александр Герард (1728—1795) сравнивает представление о вкусе с представлением о чувстве, оставленном на произвол единственного субъекта, неверно, потому что каждое эстетическое выражение так или иначе связано со своими собственными рациональными и моральными принципами.
«Работа воображения — это принципы, из которых рождаются вкусовые ощущения. То, что они возникают из воображения, не означает, что они фантастичны, воображаемы или идеальны. Они повсеместно производятся силой воображения, что чрезвычайно важно, поскольку влияет на деятельность души».
Для французских философов восемнадцатого века концепция вкуса могла бы казаться неотъемлемой частью индивидуального суждения, которое, однако, отсутствует, когда, например, в отношении классических произведений оно приобретает общий характер универсальности.
По мнению Вольтера, а также Монтескьё, существует как интуитивная способность постигать прекрасное, так и разум, который приходит к аналитическому определению его во вкусе.

## Вкус как эстетическое суждение
Комплекс этих философских соображений находит выражение в кантовской Критике способности суждения :
«[Вкус — это] способность судить о том, что делает чувство, вызываемое данным представлением, универсально передаваемым, без опосредствования концепции».
В своей эстетической философии Кант отрицает любой стандарт хорошего вкуса. Хороший вкус нельзя найти ни в каких стандартах или обобщениях, а обоснованность суждения — это не общее мнение большинства или какой-то конкретной социальной группы. Вкус индивидуален и не поддается рассуждению, поэтому споры о вкусах никогда не достигают универсальности. Кант подчеркивает, что наши предпочтения даже в отношении общепринятых вещей не оправдывают наших суждений.
Согласно Канту, всякое суждение о вкусе предполагает существование sensus communis , консенсуса вкусов. Этот несуществующий консенсус — это идея, позволяющая судить о вкусе и основанная на некотором концептуальном культивировании вкуса. Суждение не считает само собой разумеющимся, что все согласны с ним, но предлагает сообществу поделиться своим опытом. Кантовское представление о хорошем вкусе исключает моду, которую можно понять только в её эмпирической форме, и не имеет никакого отношения к гармонии идеального консенсуса. Существует предложение об универсальном коллективном голосе в суждениях о вкусе, который требует общих чувств среди других.
Таким образом, вкус основан на возможности универсального согласия с другими субъектами («общедоступный») и связан не с самим объектом, а с той эстетической деятельностью, которая является автономной сферой нашего способа ощущения:
«Суждение вкуса определяет его объект в том, что касается удовольствия, требуя согласия каждого, как если бы удовольствие было объективным. Сказать, что этот цветок прекрасен, — значит выразить свои претензии к всеобщему удовольствию. Потому что суждение вкуса состоит именно в том, чтобы назвать что-то прекрасным только потому, что оно согласуется с нашим способом восприятия».
«Чтобы решить, красиво что-то или нет, мы не устанавливаем посредством интеллекта представление по отношению к объекту с точки зрения знания; вместо этого мы связываем это через воображение с субъектом и его чувством удовольствия и неудовольствия. Следовательно, суждение вкуса — это не суждение знания; поэтому это не логично, а эстетично».
Бурдье выступал против кантовского взгляда на чистую эстетику, утверждая, что законный вкус общества — это вкус правящего класса. Эта позиция также отвергает идею подлинного хорошего вкуса, поскольку законный вкус — это просто классовый вкус. Эта идея была также предложена Зиммелем, который отметил, что высшие классы отказываются от моды, поскольку они перенимаются низшими.
Мода в кантовском смысле — эстетическое явление и источник удовольствия. Для Канта функция моды была просто средством социального различия, и он исключил моду из чистой эстетики из-за произвольного характера её содержания. Зиммель, следуя кантианской мысли, признает полезность модных предметов в их социальном контексте. По его мнению, функция заключается во всем модном паттерне и не может быть отнесена к какому-либо одному объекту. Мода для Зиммеля — это инструмент индивидуализации, социального различия и даже классового различия, которые не являются ни утилитарными, ни эстетическими критериями. Тем не менее, и Кант, и Зиммель согласились, что оставаться вне моды бессмысленно.

## Возникновение категории вкуса в европейской эстетике

### Предпосылки
Философы давно осознавали потребность в выявлении некоторой категории, обуславливающей способность человека эстетически оценивать и воспринимать объекты красоты и искусства. В XVII веке для обозначения этой категории стали использовать термин «вкус», по аналогии с физиологической способностью человека различать вкусовые качества пищи. Впервые термин вкус в эстетическом смысле (как способность постигать прекрасное и произведения искусства) был употреблен в 1646 году испанским философом Бальтасаром Грасианом в его работе «Карманный оракул». Термин быстро вошёл в обиход философов Западной Европы. Осмысление эстетического вкуса привело к тому, что уже в XVIII веке вкус стал главнейшим критерием духовно-художественного аристократизма.

## Чувство вкуса применимо к одежде и внешности
Вкус в одежде — это гармоничное сочетание в одном образе всех элементов одежды, аксессуаров, прически и косметики. Считается, что женщина/мужчина одеты со вкусом, если одежда и другие элементы образа подобраны с учётом личных особенностей фигуры, лица и т. д., то есть подчеркивают достоинства и скрывают недостатки.